# Leo Morris Clarke
Leo Morris Clarke (Elsternwick, 29 agosto 1923 – Maitland, 3 giugno 2006) è stato un vescovo cattolico australiano.

## Biografia
Leo Morris Clarke nacque a Elsternwick, un sobborgo di Melbourne, il 29 agosto 1923 in una devota famiglia cattolica.
Ispirato dalla profonda fede del padre Joseph, un edicolante, maturò la vocazione al sacerdozio e nel 1942 entrò nel Corpus Christi seminary a Werribee, sempre a Melbourne.
Fu ordinato presbitero nella cattedrale di San Patrizio il 24 luglio 1949 dall'arcivescovo Daniel Mannix, incardinandosi nell'arcidiocesi di Melbourne.
Dopo l'ordinazione sacerdotale fu nominato vicario parrocchiale a Brighton East. In seguito, fu maestro di cerimonie per l'arcivescovo Mannix e successivamente fu vicario generale dell'arcidiocesi fino alla sua nomina episcopale.

### Ministero episcopale
Il 10 aprile 1976 papa Paolo VI lo nominò vescovo di Maitland. Ricevette l'ordinazione episcopale il 2 giugno seguente per imposizione delle mani del cardinale James Darcy Freeman.
Durante gli anni del suo ministero fu promotore di un rinnovamento della diocesi, con iniziative in diversi ambiti, dall'istruzione al ruolo dei laici nella Chiesa, dal sostegno ai sacerdoti all'assunzione di personale.
Fu responsabile di una significativa razionalizzazione dell'istruzione secondaria a Newcastle, istituendo il St. Francis Xavier's College nel sobborgo di Hamilton come scuola superiore e inaugurando una nuova scuola secondaria nel sobborgo di Booragul. Introdusse il RENEW, un processo di rinnovamento individuale e parrocchiale, e riconobbe la necessità di assistere i ministri del clero diocesano. Tuttavia, tali cambiamenti trovarono una generale difficoltà di realizzazione a causa delle ostilità della popolazione al cambiamento. Nel biennio 1992-1993, si tenne un sinodo diocesano, un'occasione per discutere le riforme proposte dal Concilio Vaticano II. In merito a tali riforme, il vescovo Clarke nominò la prima donna cancelliere nella storia della Chiesa australiana, suor Patricia Egan R.S.J.
Resse la diocesi per 19 anni, rassegnando le dimissioni per motivi di salute il 3 novembre 1995.
Dopo aver sofferto di un costante declino della sua salute, morì a Maitland il 3 giugno 2006 all'età di 82 anni.

#### Scandalo degli abusi coperti
Pochi anni dopo la sua morte si scoprì che durante il suo ministero, come il suo predecessore il vescovo Toohey, coprì numerosi casi di abusi sessuali compiuti da un sacerdote della sua diocesi, Denis McAlinden, nonché di almeno altri tre preti, James Fletcher, David O'Hearn e Vincent Ryan. Più volte venne avvisato della pericolosità di Denis McAlinden così come degli altri; tuttavia, scelse sempre di non denunciare alle autorità i crimini commessi. In tale scandalo fu coinvolto anche l'allora vicario generale Patrick Cotter, il quale omise diverse informazioni che non rivelò mai al vescovo Clarke.

## Genealogia episcopale e successione apostolica
La genealogia episcopale è:
- Cardinale Scipione Rebiba
- Cardinale Giulio Antonio Santori
- Cardinale Girolamo Bernerio, O.P.
- Arcivescovo Galeazzo Sanvitale
- Cardinale Ludovico Ludovisi
- Cardinale Luigi Caetani
- Cardinale Ulderico Carpegna
- Cardinale Paluzzo Paluzzi Altieri degli Albertoni
- Papa Benedetto XIII
- Papa Benedetto XIV
- Papa Clemente XIII
- Cardinale Marcantonio Colonna
- Cardinale Giacinto Sigismondo Gerdil, B.
- Cardinale Giulio Maria della Somaglia
- Cardinale Carlo Odescalchi, S.I.
- Cardinale Costantino Patrizi Naro
- Cardinale Serafino Vannutelli
- Cardinale Domenico Serafini, O.S.B.
- Cardinale Pietro Fumasoni Biondi
- Arcivescovo Filippo Bernardini
- Cardinale Norman Gilroy
- Cardinale James Darcy Freeman
- Vescovo Leo Morris Clarke

La successione apostolica è:
- Vescovo Michael John Malone (1995)